# Onychogomphus duaricus
Onychogomphus duaricus är en trollsländeart som beskrevs av Fraser 1924. Onychogomphus duaricus ingår i släktet Onychogomphus och familjen flodtrollsländor. Inga underarter finns listade i Catalogue of Life.